# Щеврик світлоперий
Щеврик світлоперий (Anthus nicholsoni) — вид горобцеподібних птахів родини плискових (Motacillidae). Раніше вважався підвидом щеврика довгодзьобого (Anthus similis). Поширений в Південній Африці.